# 貝爾梅霍縣 (福爾摩沙省)
24°15′15″S 61°14′47″W / 24.25417°S 61.24639°W

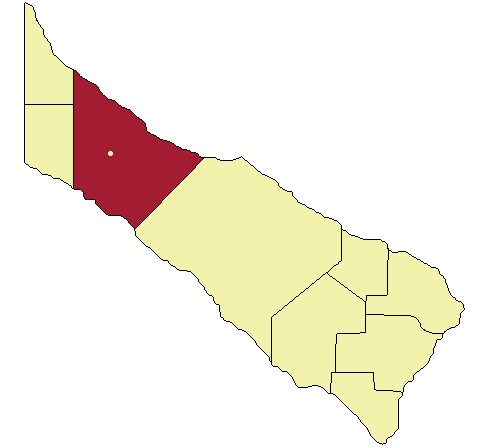

貝爾梅霍縣（西班牙語：Departamento Bermejo）是阿根廷的縣份，位於該國東北部福爾摩沙省，首府設於拉古納耶馬，面積12,850平方公里，2010年人口14,046，人口密度每平方公里1.09人。